# Bunian
Bunian is een bestuurslaag in het regentschap Payakumbuh van de provincie West-Sumatra, Indonesië. Bunian telt 1232 inwoners (volkstelling 2010).